# Villa Forquet
Villa Forquet (o villa Picasso o villa Clara) è una struttura monumentale di Napoli, sita nella zona di Capodimonte.
Di proprietà della famiglia Forquet fino al 1931, venne dichiarata monumento nazionale nel 1927. Passò poi alla famiglia Janni e venne nuovamente iscritta nel registro dei monumenti nazionali nel 1933, il che la portò ad essere restaurata dallo Stato dei danni alla struttura avvenuti durante la seconda guerra mondiale. I lavori vennero terminati dal nuovo proprietario, Giovanni Picasso, e la villa venne nuovamente vincolata nel 1955. Amico di Benedetto Croce, Picasso ospitò lo scrittore assieme a sua figlia Clara nell'estate del 1952.
Costruita nel Settecento su modelli ispirati a Vanvitelli, la planimetria della villa è a forma di grande "T"; è caratterizzata da un corpo centrale cui è annesso uno allungato, ad un solo piano e coperto da una terrazza panoramica per il piano della nobiltà, circondato da un vasto giardino che termina a emiciclo.
L'intera struttura è inoltre caratterizzata da un bel bosco di lecci. La villa è posta non distante da Villa Valiante.